# Extremadura Unida
Extremadura Unida es un partido político español de carácter regionalista extremeño. 
Actualmente está integrada en la coalición Levanta Extremadura, para presentarse a las elecciones municipales, autonómicas y generales de 2023.
Tras los malos resultados de Elecciones a la Asamblea de Extremadura de 2023 va en solitario. Parece ser que a Elecciones generales de España de 2023 no se presentará.

## Historia
Fue fundado en 1980 por Pedro Cañada Castillo, fundador de Acción Regional Extremeña, uno de los partidos que se integró en Unión de Centro Democrático al inicio de la Transición y que fue, hasta 1979, senador por la UCD.
Obtuvo representación en la Asamblea de Extremadura en las elecciones autonómicas de 1983 y 1987. En 1989 formó parte de la candidatura presentada por la Federación de Partidos Regionales en las elecciones al Parlamento Europeo, sin conseguir la coalición representación. En 2005 propuso la celebración de un referéndum en toda España sobre el Plan Ibarretxe. En 2006 firmó un acuerdo para presentar listas conjuntas con el Partido Popular en las elecciones municipales y autonómicas de 2007. EU obtuvo un diputado autonómico, Juan Pedro Domínguez, en las listas de la coalición con el PP. Se presentó en solitario a las elecciones al Parlamento Europeo de 2009, obteniendo 5.007 votos (0,03% de los votos a candidaturas). En Extremadura obtuvo 1.720 votos (0,38% en toda la comunidad).
El logotipo de Extremadura Unida es la silueta de la región extremeña, con fondo de la bandera de Extremadura y sobre la franja blanca el nombre del partido. Se pueden encontrar dentro del partido actitudes favorables al extremeño, publicando en 2004 una traducción de Pedro Cañada de la Constitución Española llamada La Cohtitución Ehpañola en Ehtremeñu.
Asimismo, en las elecciones generales de 2011 se presentó en coalición con el Partido Popular.
En julio de 2022 se decidió crear la coalición Levanta Extremadura junto con Extremeños y Cacereños por Cáceres para presentarse a las elecciones municipales, autonómicas y generales de 2023.

## Ideología
Extremadura Unida se define como partido regionalista, progresista, reivindicativo, interclasista, social y radical en la defensa de Extremadura y los valores extremeños. "Radical, en la defensa de Extremadura y los valores extremeños, porque Extremadura Unida quiere ir a la raíz, al fondo de los problemas, y porque en la defensa de lo nuestro, de los valores fundamentales, estamos dispuestos a defenderlos con toda nuestra capacidad de lucha. Necesitamos adquirir hábitos sociales de lucha colectiva, porque el pueblo extremeño ha tenido históricamente poca capacidad de presión, y estas carencias nos han dejado indefensos ante el poder central" Pero alejado de posicionamientos nacionalistas. Se define como un partido autonomista.

## Elecciones a la Asamblea de Extremadura de 2023
En julio de 2022 se decidió crear la coalición Levanta Extremadura junto con Extremeños y Cacereños por Cáceres para presentarse a las elecciones municipales, autonómicas y generales de 2023.
Dicha coalición no obtuvo representación en la Asamblea de Extremadura.

## Elecciones generales de España de 2023
Parece ser que a Elecciones generales de España de 2023 no se presentará.

## Resultados electorales

#### Elecciones a la Asamblea de Extremadura
| Convocatoria | Candidato                     | Votos                         | %                             | Escaños | +/- | Gobierno           |
| ------------ | ----------------------------- | ----------------------------- | ----------------------------- | ------- | --- | ------------------ |
| 1983         | Pedro Cañada                  | 47.504 (#3)                   | 8,52 %                        | 6/65    |     | Oposición          |
| 1987         | Pedro Cañada                  | 34.606 (#4)                   | 5,86 %                        | 4/65    | 2   | Oposición          |
| 1991         |                               | 14.503 (#5)                   | 2,50 %                        | 0/65    | 4   | Extraparlamentario |
| 1995         | Dentro de Coalición Extremeña | Dentro de Coalición Extremeña | Dentro de Coalición Extremeña | 1/65    | 1   | Oposición          |
| 1999         |                               | 10.783 (#4)                   | 1,67 %                        | 0/65    | 1   | Extraparlamentario |
| 2003         |                               | 12.171 (#4)                   | 1,87 %                        | 0/65    |     | Extraparlamentario |
| 2007         | En coalición con PP           | En coalición con PP           | En coalición con PP           | 2/65    | 2   | Oposición          |
| 2011         | En coalición con PP           | En coalición con PP           | En coalición con PP           | 1/65    | 1   | Coalición con PP   |
| 2015         |                               | 3.127 (#8)                    | 0,49 %                        | 0/65    | 1   | Extraparlamentario |
| 2019         |                               | 3.970 (#6)                    | 0,65 %                        | 0/65    |     | Extraparlamentario |
| 2023a        |                               | 4.679 (#7)                    | 0,76 %                        | 0/65    |     | Extraparlamentario |

a Dentro de Levanta Extremadura.

### Congreso de los Diputados
| Fecha   | Votos | %     | Diputados |
| ------- | ----- | ----- | --------- |
| II 2019 | 1347  | 0,23% | 0         |

### Senado
| Fecha   | Votos | %     | Senadores |
| ------- | ----- | ----- | --------- |
| II 2019 | 6.830 | 0,44% | 0         |